# Single-Index-Modell
Das Single-Index-Modell (kurz: SIM, auch Ein-Index-Modell) ist eine Theorie der optimalen Portfolioauswahl.
Ziel des Single-Index-Modells ist die Vereinfachung hin zu nur einem Einflussfaktor. Damit soll ein strukturelles Gebilde geschaffen werden, das die Renditen rein statistisch erklärt. Es handelt sich um eine Art Regressionszusammenhang.
Im SIM müssen weniger Parameter als im vollen Markowitz-Modell geschätzt werden.

## Datenbedarf
Im Single-Index-Modell wird der Datenbedarf gegenüber dem vollen Markowitz-Modell deutlich gesenkt. Die Zeitreihenanalyse benötigt lediglich je n Schätzungen für {\displaystyle \alpha }, {\displaystyle \beta } und {\displaystyle \sigma _{\epsilon _{i}}} sowie je eine Schätzung für {\displaystyle \sigma _{I}} und {\displaystyle \mu _{I}}. Im Markowitz-Modell werden für {\displaystyle n} Renditen {\displaystyle n} Erwartungswerte und für {\displaystyle n} Risikogrößen {\displaystyle (n^{2}-n)/2} Korrelationen benötigt.

## Strukturannahmen
- Die Rendite des Index treibt die Rendite aller Aktien.
- Das aktienindividuelle (idiosynkratische) Risiko besitzt keinen Einfluss auf die individuellen Risiken der anderen Aktien: {\displaystyle \operatorname {Cov} (\epsilon _{i},\epsilon _{j})=0}
- Die unternehmensindividuellen Risiken besitzen keinen Einfluss auf das Makrorisiko und umgekehrt besitzt das Makrorisiko keinen Einfluss auf die unternehmensindividuellen Risiken. {\displaystyle \operatorname {Cov} (r_{I},\epsilon _{j})=0}
- Die aktienindividuellen Risiken sind nicht systematisch verzerrt

## Konsequenzen
- Der Erwartungswert der Rendite einer Aktie {\displaystyle i} ist eine Konstante {\displaystyle \alpha _{i}} plus der Indexrendite {\displaystyle \beta _{i}}

- Die Varianz der i-ten Aktie setzt sich zusammen aus dem {\displaystyle \beta _{i}^{2}} · Indexvarianz und dem individuellen Standardfehler
- Die Kovarianz zwischen zwei Aktien {\displaystyle i} und {\displaystyle j} ist die mit {\displaystyle \beta _{i}} und {\displaystyle \beta _{j}} gewichtete Indexvarianz
- Die Korrelation ist entsprechend die Kovarianz geteilt durch die Standardabweichungen von {\displaystyle i} und {\displaystyle j}.
- Der Datenbedarf wird gegenüber dem Markowitz-Modell deutlich reduziert.

## Zwischenergebnis
- Das Risiko einer Aktie besteht aus dem Marktrisiko und dem unternehmensindividuellen Risiko.
- Die Renditen zweier Aktien sind korreliert, wenn das Produkt ihrer Betas positiv ist.
- Das Risiko eines Portfolios besteht aus einer Marktkomponente und einer Individualkomponente.

## Regressionsgerade
{\displaystyle E(r_{i})=\alpha +{\frac {\operatorname {Cov} (I,M)}{\sigma _{\text{Markt}}^{2}}}\cdot E(r_{\text{Markt}})}
wobei
{\displaystyle E(r_{i})}: erwartete Rendite der individuellen Komponente
{\displaystyle \operatorname {Cov} (I,M)}: Kovarianz der individuellen Komponente und des Marktes
{\displaystyle \beta ={\frac {\operatorname {Cov} (I,M)}{\sigma _{\text{Markt}}^{2}}}}
Es folgt somit
{\displaystyle E(r_{i})=\alpha +\beta \cdot E(r_{\text{Markt}})}

### Stationäre Schätzung des Betas (technisches Verfahren)
Das Beta lässt sich technisch schätzen über einen historischen Zeitraum, bspw. ein Jahr. Mit einer Beobachtungsfrequenz von bspw. einer Woche erhält man so 52 Beobachtungen, aus denen das Beta geschätzt werden kann. Dem liegt zugrunde, dass in der Zukunft das Beta etwa die gleiche Höhe hat. Es wird als stationär angenommen.

### Mean Reverting als Beispielsverfahren
Das Mean Reverting Verfahren geht davon aus, dass die beobachteten Beta um einen langfristigen Wert {\displaystyle \beta _{0}} schwanken. Mittels eines Reversionsfaktors werden die Abweichungen in Richtung von {\displaystyle \beta _{0}} korrigiert.

### Fundamentale Einflussfaktoren auf Beta
Die Idee hierbei ist, dass das Beta die Sensitivität der Aktienrendite gegenüber der Rendite des Index darstellt. Betrachten wir die Aktienrendite als Eigenkapitalrendite, so haben der Verschuldungsgrad, die Größe des Unternehmens, die Kapitalintensität oder das Produktionsprogramm Einfluss auf diesen Wert.

## Anwendung
Die Erkenntnisse lassen sich im Portfoliomanagement bei der Vermögensallokation anwenden.
Auf der obersten Portfolioebene wird das volle Marktmodell angewandt. Dabei wird das Portfolio in zwei Segmente für Aktien und Anleihen eingeteilt. Die Auswahl des effizienten Portfolios erfolgt über die erste Effizienzlinie auf übergeordneter Ebene. Im Aktiensegment erfolgt das Stock Picking dann über ein Single-Index-Modell. Daraus ergibt sich eine zweite, bedingte Effizienzlinie.
Dieses Vorgehen ist theoretisch zwar nicht in seiner Gesamtheit optimal, benötigt aber im Vergleich zum Markowitz-Modell deutlich weniger Inputdaten und reduziert somit auch den Rechenaufwand.